# Liste des matchs de l'équipe d'Albanie de football par adversaire
Cette liste présente les matchs de l'équipe d'Albanie de football par adversaire rencontré. Lorsqu'une rivalité footballistique particulière existe entre l'Albanie et un autre pays, une page spécifique peut être proposée.
- Haut – A
- B
- C
- D
- E
- F
- G
- H
- I
- J
- K
- L
- M
- N
- O
- P
- Q
- R
- S
- T
- U
- V
- W
- X
- Y
- Z

## A

### Algérie
Confrontations entre l'équipe d'Algérie de football et l'équipe d'Albanie de football : 
| 11 octobre 1964 | Tirana | Albanie -Algérie  | 2-4 | Match amical |
| 10 octobre 1976 | Tirana | Albanie - Algérie | 3-0 | Match amical |

Bilan
- Total de matchs disputés : 3
- Victoires de l'équipe d'Albanie : 1
- Matchs nuls : 0
- Victoires de l'équipe d'Algérie : 1
- Total de buts marqués par l'équipe d'Albanie : 5
- Total de buts marqués par l'équipe d'Algérie : 4

### Allemagne
Confrontations entre l'équipe d'Allemagne de football et l'équipe d'Albanie de football.
| Date             | Lieu           | Match               | Score | Compétition                                                   |
| 8 avril 1967     | Dortmund       | RFA - Albanie       | 6-0   | Éliminatoires du Championnat d'Europe 1968 (Groupe 4)         |
| 17 décembre 1967 | Tirana         | Albanie - RFA       | 0-0   | Éliminatoires du Championnat d'Europe 1968 (Groupe 4)         |
| 17 février 1971  | Tirana         | Albanie - RFA       | 0-1   | Éliminatoires du Championnat d'Europe 1972 (Groupe 8)         |
| 12 juin 1971     | Karlsruhe      | RFA - Albanie       | 2-0   | Éliminatoires du Championnat d'Europe 1972 (Groupe 8)         |
| 1er avril 1981   | Tirana         | Albanie - RFA       | 0-2   | Éliminatoires de la Coupe du monde 1982 (zone Europe - Gr. 1) |
| 18 novembre 1981 | Dortmund       | RFA - Albanie       | 8-0   | Éliminatoires de la Coupe du monde 1982 (zone Europe - Gr. 1) |
| 30 mars 1983     | Tirana         | Albanie - RFA       | 1-2   | Éliminatoires du Championnat d'Europe 1984 (Groupe 6)         |
| 20 novembre 1983 | Sarrebruck     | RFA - Albanie       | 2-1   | Éliminatoires du Championnat d'Europe 1984 (Groupe 6)         |
| 16 novembre 1994 | Tirana         | Albanie - Allemagne | 1-2   | Éliminatoires du Championnat d'Europe 1996 (Groupe 7)         |
| 18 décembre 1994 | Kaiserslautern | Allemagne - Albanie | 2-1   | Éliminatoires du Championnat d'Europe 1996 (Groupe 7)         |
| 2 avril 1997     | Grenade        | Albanie - Allemagne | 2-3   | Éliminatoires de la Coupe du monde 1998 (zone Europe - Gr. 9) |
| 11 octobre 1997  | Hanovre        | Allemagne - Albanie | 4-3   | Éliminatoires de la Coupe du monde 1998 (zone Europe - Gr. 9) |
| 24 mars 2001     | Leverkusen     | Allemagne - Albanie | 2-1   | Éliminatoires de la Coupe du monde 2002 (zone Europe - Gr. 9) |
| 6 juin 2001      | Tirana         | Albanie - Allemagne | 0-2   | Éliminatoires de la Coupe du monde 2002 (zone Europe - Gr. 9) |

Bilan
- Total de matchs disputés : 14
- Victoires de l'équipe d'Albanie : 0
- Matchs nuls : 1
- Victoires de l'équipe d'Allemagne : 13
- Total de buts marqués par l'équipe d'Albanie : 10
- Total de buts marqués par l'équipe d'Allemagne : 38

### Allemagne de l’Est
Confrontations entre l'équipe d'Allemagne de l'Est de football et l'équipe d'Albanie de football.
| Date            | Lieu       | Match         | Score | Compétition                                |
| 1er mai 1958    | Tirana     | Albanie - RDA | 1-1   | Match amical                               |
| 7 avril 1973    | Magdebourg | RDA - Albanie | 2-0   | Qualifications pour la Coupe du monde 1974 |
| 3 novembre 1973 | Tirana     | Albanie - RDA | 1-4   | Qualifications pour la Coupe du monde 1974 |

Bilan
- Total de matchs disputés : 3
- Victoires de la RDA : 2
- Victoires de l'Albanie : 0
- Matchs nuls : 1

### Andorre
Confrontations entre Andorre et l'Albanie :
| Date             | Lieu                       | Match             | Score | Compétition                                                       |
| 6 février 2000   | Ta'Qali Malte              | Albanie - Andorre | 3-0   | Match amical                                                      |
| 17 avril 2002    | Andorre-la-Vieille Andorre | Andorre - Albanie | 2-0   | Match amical                                                      |
| 2 juin 2010      | Tirana Albanie             | Albanie - Andorre | 1-0   | Match amical                                                      |
| 25 mars 2019     | Andorre-la-Vieille Andorre | Andorre - Albanie | 0-3   | Éliminatoires du Championnat d'Europe de football 2020 (Groupe H) |
| 14 novembre 2019 | Elbasan Albanie            | Albanie - Andorre | 2-2   | Éliminatoires du Championnat d'Europe de football 2020 (Groupe H) |

Bilan
- Total de matchs disputés : 5
- Victoires de l'équipe d'Andorre : 1
- Victoires de l'équipe d'Albanie : 3
- Match nul : 1
- Total de buts marqués par l'Équipe d'Albanie : 9
- Total de buts marqués par l'Équipe d'Andorre : 4

### Angleterre
Confrontations entre l'Angleterre et l'Albanie :
| Date             | Lieu      | Match                | Score | Compétition                                                   |
| 8 mars 1989      | Tirana    | Albanie - Angleterre | 0-2   | Éliminatoires de la Coupe du monde 1990 (zone Europe - Gr. 2) |
| 26 avril 1989    | Londres   | Angleterre - Albanie | 5-0   | Éliminatoires de la Coupe du monde 1990 (zone Europe - Gr. 2) |
| 28 mars 2001     | Tirana    | Albanie - Angleterre | 1-3   | Éliminatoires de la Coupe du monde 2002 (zone Europe - Gr. 9) |
| 5 septembre 2001 | Newcastle | Angleterre - Albanie | 2-0   | Éliminatoires de la Coupe du monde 2002 (zone Europe - Gr. 9) |

Bilan
- Total de matchs disputés : 4
- Victoires de l'équipe d'Albanie : 0
- Matchs nuls : 0
- Victoires de l'équipe d'Angleterre : 4
- Total de buts marqués par l'équipe d'Albanie : 1
- Total de buts marqués par l'équipe d'Angleterre : 12

### Argentine
Confrontations entre l'Argentine et l'Albanie :
| 19 juillet 2008 | Tirana 🇦🇱    | albanie argentine   | Score 12-3 | Match amical |
| 20 juin 2011    | Buenos Aires | Argentine - Albanie | 4-0        | Match amical |

Bilan
- Total de matchs disputés : 2
- Victoires de l'équipe d'Albanie : 1
- Matchs nuls : 0
- Victoires de l'équipe d'Argentine : 1
- Total de buts marqués par l'équipe d'Albanie : 12
- Total de buts marqués par l'équipe d'Argentine : 7

### Arménie
Confrontations entre l'Arménie et l'Albanie :
| Date             | Lieu    | Match             | Score | Compétition                                                   |
| 9 novembre 1996  | Tirana  | Albanie - Arménie | 1-1   | Éliminatoires de la Coupe du monde 1998 (zone Europe - Gr. 9) |
| 6 septembre 1997 | Erevan  | Arménie - Albanie | 3-0   | Éliminatoires de la Coupe du monde 1998 (zone Europe - Gr. 9) |
| 14 août 2013     | Tirana  | Albanie - Arménie | 2-0   | Match amical                                                  |
| 29 mars 2015     | Elbasan | Albanie - Arménie | 2-1   | Éliminatoires du Championnat d'Europe 2016 (Groupe I)         |
| 11 octobre 2015  | Erevan  | Arménie - Albanie | 0-3   | Éliminatoires du Championnat d'Europe 2016 (Groupe I)         |

Bilan
- Total de matchs disputés : 5
- Victoires de l'équipe d'Albanie : 3
- Matchs nuls : 1
- Victoires de l'équipe d'Arménie : 1
- Total de buts marqués par l'équipe d'Albanie :8
- Total de buts marqués par l'équipe d'Arménie : 5

### Autriche
Confrontations entre l'Autriche et l'Albanie :
| Date              | Lieu   | Match              | Score | Compétition                                                   |
| 15 novembre 1980  | Vienne | Autriche - Albanie | 5-0   | Éliminatoires de la Coupe du monde 1982 (zone Europe - Gr. 1) |
| 6 décembre 1980   | Tirana | Albanie - Autriche | 0-1   | Éliminatoires de la Coupe du monde 1982 (zone Europe - Gr. 1) |
| 22 septembre 1982 | Vienne | Autriche - Albanie | 5-0   | Éliminatoires du Championnat d'Europe 1984 (Groupe 6)         |
| 8 juin 1983       | Tirana | Albanie - Autriche | 1-2   | Éliminatoires du Championnat d'Europe 1984 (Groupe 6)         |
| 15 octobre 1986   | Graz   | Autriche - Albanie | 3-0   | Éliminatoires du Championnat d'Europe 1988 (Groupe 1)         |
| 29 avril 1987     | Tirana | Albanie - Autriche | 0-1   | Éliminatoires du Championnat d'Europe 1988 (Groupe 1)         |
| 26 mars 2016      | Vienne | Autriche - Albanie | 2-1   | Match amical                                                  |

Bilan
- Total de matchs disputés : 7
- Victoires de l'équipe d'Albanie : 0
- Matchs nuls : 0
- Victoires de l'équipe d'Autriche : 7
- Total de buts marqués par l'équipe d'Albanie : 2
- Total de buts marqués par l'équipe d'Autriche : 19

### Azerbaïdjan
Confrontations entre l'Azerbaïdjan et l'Albanie :
| Date             | Lieu     | Match                 | Score | Compétition  |
| 8 février 2000   | Ta' Qali | Albanie - Azerbaïdjan | 1-0   | Match amical |
| 27 mars 2002     | Tirana   | Albanie - Azerbaïdjan | 1-0   | Match amical |
| 17 août 2005     | Tirana   | Albanie - Azerbaïdjan | 2-1   | Match amical |
| 19 novembre 2008 | Bakou    | Azerbaïdjan - Albanie | 1-1   | Match amical |
| 11 novembre 2011 | Tirana   | Albanie - Azerbaïdjan | 0-1   | Match amical |

Bilan
- Total de matchs disputés : 5
- Victoires de l'équipe d'Albanie : 3
- Matchs nuls : 1
- Victoires de l'équipe d'Azerbaïdjan : 1
- Total de buts marqués par l'équipe d'Albanie : 5
- Total de buts marqués par l'équipe d'Azerbaïdjan : 3

## B

### Bahreïn
Confrontations entre Bahreïn et l'Albanie :
| Date            | Lieu  | Match             | Score | Compétition  |
| 10 janvier 2002 | Riffa | Bahreïn - Albanie | 3-0   | Match amical |

Bilan
- Total de matchs disputés : 1
- Victoires de l'équipe d'Albanie : 0
- Match nul : 0
- Victoires de l'équipe de Bahreïn : 1
- Total de buts marqués par l'équipe d'Albanie : 0
- Total de buts marqués par l'équipe de Bahreïn : 3

### Belgique
Confrontations entre la Belgique et l'Albanie :
| Date             | Lieu      | Match              | Score | Compétition                                                   |
| 17 octobre 1984  | Bruxelles | Belgique - Albanie | 3-1   | Éliminatoires de la Coupe du monde 1986 (zone Europe - Gr. 1) |
| 22 décembre 1984 | Tirana    | Albanie - Belgique | 2-0   | Éliminatoires de la Coupe du monde 1986 (zone Europe - Gr. 1) |

Bilan
- Total de matchs disputés : 2
- Victoires de l'équipe d'Albanie : 1
- Match nul : 0
- Victoires de l'équipe de Belgique : 1
- Total de buts marqués par l'équipe d'Albanie : 3
- Total de buts marqués par l'équipe de Belgique : 3

### Biélorussie
Confrontations entre la Biélorussie et l'Albanie :
| Date             | Lieu    | Match                 | Score | Compétition                                                    |
| 2 septembre 2006 | Minsk   | Biélorussie - Albanie | 2-2   | Éliminatoires du Championnat d'Europe 2008 (Groupe G)          |
| 17 novembre 2007 | Tirana  | Albanie - Biélorussie | 2-4   | Éliminatoires du Championnat d'Europe 2008 (Groupe G)          |
| 12 octobre 2010  | Minsk   | Biélorussie - Albanie | 2-0   | Éliminatoires du Championnat d'Europe 2012 (Groupe D)          |
| 26 mars 2011     | Tirana  | Albanie - Biélorussie | 1-0   | Éliminatoires du Championnat d'Europe 2012 (Groupe D)          |
| 15 novembre 2013 | Antalya | Biélorussie - Albanie | 0-0   | Match amical                                                   |
| 4 septembre 2020 | Minsk   | Biélorussie - Albanie | 0-2   | Ligue C de la Ligue des nations de l'UEFA 2020-2021 (Groupe 4) |
| 18 novembre 2020 | Tirana  | Albanie - Biélorussie | 3-2   | Ligue C de la Ligue des nations de l'UEFA 2020-2021 (Groupe 4) |

Bilan
- Total de matchs disputés : 6
- Victoires de l'équipe d'Albanie : 3
- Match nul : 2
- Victoires de l'équipe de Biélorussie : 2
- Total de buts marqués par l'équipe d'Albanie : 10
- Total de buts marqués par l'équipe de Biélorussie : 10

### Bosnie-Herzégovine
Confrontations entre la Bosnie-Herzégovine et l'Albanie :
| Date             | Lieu                      | Match                        | Score | Compétition                                           |
| 30 novembre 1995 | Tirana                    | Albanie - Bosnie-Herzégovine | 2-0   | Match amical                                          |
| 24 avril 1996    | Zenica Bosnie-Herzégovine | Bosnie-Herzégovine - Albanie | 0-0   | Match amical                                          |
| 8 octobre 2010   | Tirana                    | Albanie - Bosnie-Herzégovine | 1-1   | Éliminatoires du Championnat d'Europe 2012 (Groupe D) |
| 7 juin 2011      | Zenica                    | Bosnie-Herzégovine - Albanie | 2-0   | Éliminatoires du Championnat d'Europe 2012 (Groupe D) |
| 28 mars 2017     | Elbasan                   | Albanie - Bosnie-Herzégovine | 1-2   | Match amical                                          |

Bilan
- Total de matchs disputés : 5
- Victoires de l'équipe d'Albanie : 1
- Match nul : 2
- Victoires de l'équipe de Bosnie-Herzégovine : 2
- Total de buts marqués par l'équipe d'Albanie : 4
- Total de buts marqués par l'équipe de Bosnie-Herzégovine : 5

### Bulgarie
Confrontations entre la Bulgarie et l'Albanie :
| Date             | Lieu   | Match              | Score | Compétition                                                      |
| 9 octobre 1946   | Tirana | Albanie - Bulgarie | 3-1   | Coupe des Balkans des nations 1946                               |
| 15 juillet 1947  | Sofia  | Bulgarie - Albanie | 2-0   | Coupe des Balkans des nations 1947                               |
| 17 novembre 1949 | Sofia  | Bulgarie - Albanie | 0-0   | Match amical                                                     |
| 4 juin 1950      | Tirana | Albanie - Bulgarie | 2-1   | Match amical                                                     |
| 6 février 1963   | Tirana | Albanie - Bulgarie | 0-1   | Qualifications pour les Jeux Olympiques 1964 (zone Europe Gr. E) |
| 16 février 1963  | Sofia  | Bulgarie - Albanie | 1-0   | Qualifications pour les Jeux Olympiques 1964 (zone Europe Gr. E) |
| 19 octobre 1980  | Sofia  | Bulgarie - Albanie | 2-1   | Éliminatoires de la Coupe du monde 1982 (zone Europe - Gr. 1)    |
| 14 octobre 1981  | Tirana | Albanie - Bulgarie | 0-2   | Éliminatoires de la Coupe du monde 1982 (zone Europe - Gr. 1)    |
| 6 septembre 1995 | Tirana | Albanie - Bulgarie | 1-1   | Éliminatoires du Championnat d'Europe 1996 (Groupe 7)            |
| 7 octobre 1995   | Sofia  | Bulgarie - Albanie | 3-0   | Éliminatoires du Championnat d'Europe 1996 (Groupe 7)            |
| 30 avril 2003    | Sofia  | Bulgarie - Albanie | 2-0   | Match amical                                                     |
| 28 mars 2007     | Sofia  | Bulgarie - Albanie | 0-0   | Éliminatoires du Championnat d'Europe 2008 (Groupe G)            |
| 17 octobre 2007  | Tirana | Albanie - Bulgarie | 1-1   | Éliminatoires du Championnat d'Europe 2008 (Groupe G)            |

Bilan
- Total de matchs disputés : 13
- Victoires de l'équipe d'Albanie : 2
- Match nul : 4
- Victoires de l'équipe de Bulgarie : 7
- Total de buts marqués par l'équipe d'Albanie : 8
- Total de buts marqués par l'équipe de Bulgarie : 17

## C

### Cameroun
Confrontations entre le Cameroun et l'Albanie :
| Date             | Lieu   | Match              | Score | Compétition  |
| 14 novembre 2012 | Genève | Albanie - Cameroun | 0-0   | Match amical |

Bilan
- Total de matchs disputés : 1
- Victoires de l'équipe d'Albanie : 0
- Match nul : 1
- Victoires de l'équipe du Cameroun : 0
- Total de buts marqués par l'équipe d'Albanie : 0
- Total de buts marqués par l'équipe du Cameroun : 0

### Chine
Confrontations entre la Chine et l'Albanie :
| Date              | Lieu   | Match           | Score | Compétition  |
| 15 septembre 1957 | Pékin  | Chine - Albanie | 3-2   | Match amical |
| 8 novembre 1973   | Tirana | Albanie - Chine | 1-1   | Match amical |

Bilan
- Total de matchs disputés : 2
- Victoires de l'équipe d'Albanie : 0
- Match nul : 1
- Victoires de l'équipe de Chine : 1
- Total de buts marqués par l'équipe d'Albanie : 3
- Total de buts marqués par l'équipe de Chine : 4

### Chypre
Confrontations entre Chypre et l'Albanie :
| Date             | Lieu    | Match            | Score | Compétition                                                   |
| 19 août 1998     | Nicosie | Chypre - Albanie | 3-2   | Match amical                                                  |
| 15 août 2000     | Tirana  | Albanie - Chypre | 0-0   | Match amical                                                  |
| 18 août 2004     | Nicosie | Chypre - Albanie | 2-1   | Match amical                                                  |
| 12 août 2009     | Tirana  | Albanie - Chypre | 6-1   | Match amical                                                  |
| 7 septembre 2012 | Tirana  | Albanie - Chypre | 3-1   | Éliminatoires de la Coupe du monde 2014 (zone Europe - Gr. E) |
| 15 octobre 2013  | Nicosie | Chypre - Albanie | 0-0   | Éliminatoires de la Coupe du monde 2014 (zone Europe - Gr. E) |

Bilan
- Total de matchs disputés : 6
- Victoires de l'équipe d'Albanie : 2
- Match nul : 2
- Victoires de l'équipe de Chypre : 2
- Total de buts marqués par l'équipe d'Albanie : 12
- Total de buts marqués par l'équipe de Chypre : 7

### Croatie
| Date         | Lieu              | Match             | Score | Compétition          |
| ------------ | ----------------- | ----------------- | ----- | -------------------- |
| 19 Juin 2024 | Hamburg Allemagne | Croatie - Albanie | 2-2   | Euro 2024 (Groupe B) |

### Cuba
Confrontations entre Cuba et l'Albanie :
| Date        | Lieu          | Match          | Score | Compétition  |
| 6 août 1988 | Berat Albanie | Albanie - Cuba | 0-0   | Match amical |

Bilan
- Total de matchs disputés : 1
- Victoires de l'équipe de Cuba : 0
- Victoires de l'équipe d'Albanie : 0
- Match nul : 1

## D

### Danemark
Confrontations entre le Danemark et l'Albanie :
| Date             | Lieu       | Match              | Score | Compétition                                                            |
| 29 juin 1963     | Copenhague | Danemark - Albanie | 4-0   | Éliminatoires du Championnat d'Europe de football 1964 (1/8 de finale) |
| 30 octobre 1963  | Tirana     | Albanie - Danemark | 1-0   | Éliminatoires du Championnat d'Europe de football 1964 (1/8 de finale) |
| 2 juin 1993      | Copenhague | Danemark - Albanie | 4-0   | Éliminatoires de la Coupe du monde 1994 (zone Europe - Gr. 3)          |
| 8 septembre 1993 | Tirana     | Albanie - Danemark | 0-1   | Éliminatoires de la Coupe du monde 1994 (zone Europe - Gr. 3)          |
| 9 octobre 2004   | Tirana     | Albanie - Danemark | 0-2   | Éliminatoires de la Coupe du monde 2006 (zone Europe - Gr. 2)          |
| 8 juin 2005      | Copenhague | Danemark - Albanie | 3-1   | Éliminatoires de la Coupe du monde 2006 (zone Europe - Gr. 2)          |
| 1er avril 2009   | Copenhague | Danemark - Albanie | 3-0   | Éliminatoires de la Coupe du monde 2010 (zone Europe - Gr. 1)          |
| 9 septembre 2009 | Tirana     | Albanie - Danemark | 1-1   | Éliminatoires de la Coupe du monde 2010 (zone Europe - Gr. 1)          |
| 11 octobre 2014  | Elbasan    | Albanie - Danemark | 1-1   | Éliminatoires du Championnat d'Europe 2016 (Groupe I)                  |
| 4 septembre 2015 | Copenhague | Danemark - Albanie | 0-0   | Éliminatoires du Championnat d'Europe 2016 (Groupe I)                  |

Bilan
- Total de matchs disputés : 10
- Victoires de l'équipe d'Albanie : 1
- Match nul : 2
- Victoires de l'équipe du Danemark : 6
- Total de buts marqués par l'équipe d'Albanie : 4
- Total de buts marqués par l'équipe du Danemark : 19

## E

### Écosse
Confrontations entre l'équipe d'Écosse de football et l'équipe d'Albanie de football.
| Date              | Lieu    | Match            | Score | Compétition                                            |
| 10 septembre 2018 | Glasgow | Écosse - Albanie | 2-0   | Ligue des nations de l'UEFA 2018-2019 (Ligue C - Gr 1) |
| 17 novembre 2018  | Shkodër | Albanie - Écosse | 0-4   | Ligue des nations de l'UEFA 2018-2019 (Ligue C - Gr 1) |

Bilan
- Total de matchs disputés : 1
- Victoires de l'équipe d'Écosse : 1
- Victoires de l'équipe d'Albanie : 0
- Matchs nuls : 0
- Buts Marqués par l'équipe d'Écosse : 2
- Buts Marqués par l'équipe d'Albanie : 0

### Espagne
Confrontations entre l'équipe d'Espagne de football et l'équipe d'Albanie de football.
| Date              | Lieu                 | Match             | Score | Compétition                                |
| 3 décembre 1986   | Tirana Albanie       | Albanie - Espagne | 1-2   | Qualifications pour l'Euro 1988            |
| 18 novembre 1987  | Séville Espagne      | Espagne - Albanie | 5-0   | Qualifications pour l'Euro 1988            |
| 19 décembre 1990  | Séville Espagne      | Espagne - Albanie | 9-0   | Qualifications pour l'Euro 1992            |
| 22 avril 1992     | Séville Espagne      | Espagne - Albanie | 3-0   | Qualifications pour la Coupe du monde 1994 |
| 22 septembre 1993 | Tirana Albanie       | Albanie - Espagne | 1-5   | Qualifications pour la Coupe du monde 1994 |
| 9 octobre 2016    | Shkodër Albanie      | Albanie - Espagne | 0-2   | Qualifications pour la Coupe du monde 2018 |
| 6 octobre 2017    | Alicante Espagne     | Espagne - Albanie | 3-0   | Qualifications pour la Coupe du monde 2018 |
| 24 Juin 2024      | Düsseldorf Allemagne | Albanie - Espagne | 0-1   | Euro 2024 (Groupe B)                       |

Le 18 décembre 1991, dans le cadre des éliminatoires de l'Euro 1992, le match Albanie - Espagne à Tirana fut annulé car cela n'aurait pas d'incidence sur le classement final.
Bilan
- Total de matchs disputés : 8
- Victoires de l'équipe d'Espagne : 8
- Victoires de l'équipe d'Albanie : 0
- Matchs nuls : 0
- Buts Marqués par l'équipe d'Espagne : 30
- Buts Marqués par l'équipe d'Albanie : 2

### Estonie
Confrontations entre l'Estonie et l'Albanie :
| Date             | Lieu    | Match             | Score | Compétition  |
| 15 novembre 2003 | Tirana  | Albanie - Estonie | 2-0   | Match amical |
| 28 avril 2004    | Tallinn | Estonie - Albanie | 1-1   | Match amical |
| 14 novembre 2009 | Tallinn | Estonie - Albanie | 0-0   | Match amical |

Bilan
- Total de matchs disputés : 3
- Victoires de l'équipe d'Albanie : 1
- Match nul : 2
- Victoires de l'équipe d'Estonie : 0
- Total de buts marqués par l'équipe d'Albanie : 3
- Total de buts marqués par l'équipe d'Estonie : 1

## F

### Finlande
Confrontations entre la Finlande et l'Albanie :
| Date               | Lieu     | Match              | Score | Compétition                                                   |
| 21 juin 1972       | Helsinki | Finlande - Albanie | 1-0   | Éliminatoires de la Coupe du monde 1974 (zone Europe - Gr. 4) |
| 10 octobre 1973    | Tirana   | Albanie - Finlande | 1-0   | Éliminatoires de la Coupe du monde 1974 (zone Europe - Gr. 4) |
| 3 septembre 1980   | Tirana   | Albanie - Finlande | 2-0   | Éliminatoires de la Coupe du monde 1982 (zone Europe - Gr. 2) |
| 2 septembre 1981   | Kotka    | Finlande - Albanie | 2-1   | Éliminatoires de la Coupe du monde 1982 (zone Europe - Gr. 2) |
| 2 septembre 2000   | Helsinki | Finlande - Albanie | 2-1   | Éliminatoires de la Coupe du monde 2002 (zone Europe - Gr. 9) |
| 1er septembre 2001 | Tirana   | Albanie - Finlande | 0-2   | Éliminatoires de la Coupe du monde 2002 (zone Europe - Gr. 9) |
| 7 janvier 2002     | Riffa    | Albanie - Finlande | 1-1   | Match amical                                                  |

Bilan
- Total de matchs disputés : 7
- Victoires de l'équipe d'Albanie : 2
- Match nul : 1
- Victoires de l'équipe de Finlande : 4
- Total de buts marqués par l'équipe d'Albanie : 6
- Total de buts marqués par l'équipe de Finlande : 8

### France
Confrontations entre l'équipe de France de football et l'équipe d'Albanie de football
| Date             | Lieu        | Match            | Score | Compétition                                                       |
| 17 novembre 1990 | Tirana      | Albanie - France | 0-1   | Qualifications pour l'Euro 1992                                   |
| 30 mars 1991     | Paris       | France - Albanie | 5-0   | Qualifications pour l'Euro 1992                                   |
| 2 septembre 2011 | Tirana      | Albanie - France | 1-2   | Qualifications pour l'Euro 2012                                   |
| 7 octobre 2011   | Saint-Denis | France - Albanie | 3-0   | Qualifications pour l'Euro 2012                                   |
| 14 novembre 2014 | Rennes      | France - Albanie | 1-1   | Match amical                                                      |
| 13 juin 2015     | Elbasan     | Albanie - France | 1-0   | Match amical                                                      |
| 15 juin 2016     | Marseille   | France - Albanie | 2-0   | Euro 2016                                                         |
| 7 septembre 2019 | Saint-Denis | France - Albanie | 4-1   | Éliminatoires du Championnat d'Europe de football 2020 (Groupe H) |
| 17 novembre 2019 | Tirana      | Albanie - France | 0-2   | Éliminatoires du Championnat d'Europe de football 2020 (Groupe H) |

Bilan
En 7 confrontations, l'équipe de France a remporté 5 victoires contre 1 pour l'équipe d'Albanie et un match nul.
| Rang | Équipe  | Pts | J | G | N | P | Bp | Bc | Diff |
| ---- | ------- | --- | - | - | - | - | -- | -- | ---- |
| 1    | France  | 22  | 9 | 7 | 1 | 1 | 20 | 4  | +16  |
| 2    | Albanie | 4   | 9 | 1 | 1 | 7 | 4  | 20 | -16  |

## G

### Géorgie
Confrontations entre la Géorgie et l'Albanie :
| Date              | Lieu     | Match             | Score | Compétition                                                   |
| 14 décembre 1994  | Tirana   | Albanie - Géorgie | 0-1   | Éliminatoires du Championnat d'Europe 1996 (Groupe 7)         |
| 26 avril 1995     | Tbilissi | Géorgie - Albanie | 2-0   | Éliminatoires du Championnat d'Europe 1996 (Groupe 7)         |
| 8 février 1998    | Ta' Qali | Albanie - Géorgie | 0-3   | Match amical                                                  |
| 5 septembre 1998  | Tbilissi | Géorgie - Albanie | 1-0   | Éliminatoires du Championnat d'Europe 2000 (Groupe 2)         |
| 9 octobre 1999    | Tirana   | Albanie - Géorgie | 2-1   | Éliminatoires du Championnat d'Europe 2000 (Groupe 2)         |
| 6 septembre 2003  | Tbilissi | Géorgie - Albanie | 3-0   | Éliminatoires du Championnat d'Europe 2004 (Groupe 10)        |
| 10 septembre 2003 | Tirana   | Albanie - Géorgie | 3-1   | Éliminatoires du Championnat d'Europe 2004 (Groupe 10)        |
| 8 septembre 2004  | Tbilissi | Géorgie - Albanie | 2-0   | Éliminatoires de la Coupe du monde 2006 (zone Europe - Gr. 2) |
| 4 juin 2005       | Tirana   | Albanie - Géorgie | 3-2   | Éliminatoires de la Coupe du monde 2006 (zone Europe - Gr. 2) |
| 22 mars 2006      | Tirana   | Albanie - Géorgie | 0-0   | Match amical                                                  |
| 10 juin 2009      | Tirana   | Albanie - Géorgie | 1-1   | Match amical                                                  |
| 29 février 2012   | Tbilissi | Géorgie - Albanie | 2-1   | Match amical                                                  |
| 6 février 2013    | Tirana   | Albanie - Géorgie | 1-2   | Match amical                                                  |
| 16 novembre 2015  | Tirana   | Albanie - Géorgie | 2-2   | Match amical                                                  |
| 10 Septembre 2024 | Tirana   | Albanie - Géorgie |       | LIGUE DES NATIONS 24/25                                       |
| 14 Octobre 2024   | Tbilissi | Géorgie - Albanie |       | LIGUE DES NATIONS 24/25                                       |

Bilan
- Total de matchs disputés : 14
- Victoires de l'équipe d'Albanie : 3
- Match nul : 3
- Victoires de l'équipe de Géorgie : 8
- Total de buts marqués par l'équipe d'Albanie : 13
- Total de buts marqués par l'équipe de Géorgie : 23

### Grèce
Confrontations entre la Grèce et l'Albanie :
| Date             | Lieu      | Match           | Score | Compétition                                                                |
| 31 mars 1963     | Tirana    | Albanie - Grèce | 0-0   | Éliminatoires du Championnat d'Europe de football 1964 (Tour préliminaire) |
| 27 février 1985  | Athènes   | Grèce - Albanie | 2-0   | Éliminatoires de la Coupe du monde 1986 (zone Europe - Gr. 1)              |
| 30 octobre 1985  | Tirana    | Albanie - Grèce | 1-1   | Éliminatoires de la Coupe du monde 1986 (zone Europe - Gr. 1)              |
| 18 janvier 1989  | Tirana    | Albanie - Grèce | 1-1   | Match amical                                                               |
| 5 septembre 1990 | Patras    | Grèce - Albanie | 1-0   | Match amical                                                               |
| 4 septembre 1991 | Athènes   | Grèce - Albanie | 0-2   | Match amical                                                               |
| 29 janvier 1992  | Tirana    | Albanie - Grèce | 1-0   | Match amical                                                               |
| 14 août 1996     | Maroússi  | Grèce - Albanie | 2-1   | Match amical                                                               |
| 18 novembre 1998 | Tirana    | Albanie - Grèce | 0-0   | Éliminatoires du Championnat d'Europe 2000 (Groupe 2)                      |
| 6 octobre 1999   | Athènes   | Grèce - Albanie | 2-0   | Éliminatoires du Championnat d'Europe 2000 (Groupe 2)                      |
| 11 octobre 2000  | Tirana    | Albanie - Grèce | 2-0   | Éliminatoires de la Coupe du monde 2002 (zone Europe - Gr. 9)              |
| 2 juin 2001      | Héraklion | Grèce - Albanie | 1-0   | Éliminatoires de la Coupe du monde 2002 (zone Europe - Gr. 9)              |
| 4 septembre 2004 | Tirana    | Albanie - Grèce | 2-1   | Éliminatoires de la Coupe du monde 2006 (zone Europe - Gr. 2)              |
| 30 mars 2005     | Le Pirée  | Grèce - Albanie | 2-0   | Éliminatoires de la Coupe du monde 2006 (zone Europe - Gr. 2)              |

Bilan
- Total de matchs disputés : 13
- Victoires de l'équipe d'Albanie : 4
- Match nul : 3
- Victoires de l'équipe de Grèce : 6
- Total de buts marqués par l'équipe d'Albanie : 10
- Total de buts marqués par l'équipe de Grèce : 13

## H

### Hongrie
Confrontations entre la Hongrie et l'Albanie :
| Date              | Lieu     | Match             | Score | Compétition                                                   |
| 20 août 1947      | Budapest | Hongrie - Albanie | 3-0   | Coupe des Balkans des nations 1947                            |
| 23 mai 1948       | Tirana   | Albanie - Hongrie | 0-0   | Coupe des Balkans des nations 1948                            |
| 24 septembre 1950 | Budapest | Hongrie - Albanie | 12-0  | Match amical                                                  |
| 11 octobre 2008   | Budapest | Hongrie - Albanie | 2-0   | Éliminatoires de la Coupe du monde 2010 (zone Europe - Gr. 1) |
| 28 mars 2009      | Tirana   | Albanie - Hongrie | 0-1   | Éliminatoires de la Coupe du monde 2010 (zone Europe - Gr. 1) |
| 4 juin 2014       | Budapest | Hongrie - Albanie | 1-0   | Match amical                                                  |

Bilan
- Total de matchs disputés : 6
- Victoires de l'équipe d'Albanie : 0
- Match nul : 1
- Victoires de l'équipe de Hongrie : 5
- Total de buts marqués par l'équipe d'Albanie : 0
- Total de buts marqués par l'équipe de Hongrie : 19

## I

### Iran
Confrontations entre l'Iran et l'Albanie :
| Date        | Lieu     | Match          | Score | Compétition  |
| 27 mai 2012 | Istanbul | Albanie - Iran | 1-0   | Match amical |

Bilan
- Total de matchs disputés : 1
- Victoires de l'équipe d'Albanie : 1
- Match nul : 0
- Victoires de l'équipe d'Iran : 0
- Total de buts marqués par l'équipe d'Albanie : 1
- Total de buts marqués par l'équipe d'Iran : 0

### Irlande
Confrontations entre l'Irlande et l'Albanie :
| Date         | Lieu   | Match             | Score | Compétition                                                   |
| 26 mai 1992  | Dublin | Irlande - Albanie | 2-0   | Éliminatoires de la Coupe du monde 1994 (zone Europe - Gr. 3) |
| 26 mai 1993  | Tirana | Albanie - Irlande | 1-2   | Éliminatoires de la Coupe du monde 1994 (zone Europe - Gr. 3) |
| 2 avril 2003 | Tirana | Albanie - Irlande | 0-0   | Éliminatoires du Championnat d'Europe 2004 (Groupe 10)        |
| 7 juin 2003  | Dublin | Irlande - Albanie | 2-1   | Éliminatoires du Championnat d'Europe 2004 (Groupe 10)        |

Bilan
- Total de matchs disputés : 4
- Victoires de l'équipe d'Albanie : 0
- Match nul : 1
- Victoires de l'équipe d'Irlande : 3
- Total de buts marqués par l'équipe d'Albanie : 2
- Total de buts marqués par l'équipe d'Irlande : 6

### Irlande du Nord
Confrontations entre l'Irlande du Nord et l'Albanie :
| Date              | Lieu    | Match                     | Score | Compétition                                                   |
| 7 mai 1965        | Belfast | Irlande du Nord - Albanie | 4-1   | Éliminatoires de la Coupe du monde 1966 (zone Europe - Gr. 5) |
| 24 novembre 1965  | Tirana  | Albanie - Irlande du Nord | 1-1   | Éliminatoires de la Coupe du monde 1966 (zone Europe - Gr. 5) |
| 15 décembre 1982  | Tirana  | Albanie - Irlande du Nord | 0-0   | Éliminatoires du Championnat d'Europe 1984 (Groupe 6)         |
| 27 avril 1983     | Belfast | Irlande du Nord - Albanie | 1-0   | Éliminatoires du Championnat d'Europe 1984 (Groupe 6)         |
| 9 septembre 1992  | Belfast | Irlande du Nord - Albanie | 3-0   | Éliminatoires de la Coupe du monde 1994 (zone Europe - Gr. 3) |
| 17 février 1993   | Tirana  | Albanie - Irlande du Nord | 1-2   | Éliminatoires de la Coupe du monde 1994 (zone Europe - Gr. 3) |
| 14 décembre 1996  | Belfast | Irlande du Nord - Albanie | 2-0   | Éliminatoires de la Coupe du monde 1998 (zone Europe - Gr. 9) |
| 10 septembre 1997 | Zurich  | Albanie - Irlande du Nord | 1-0   | Éliminatoires de la Coupe du monde 1998 (zone Europe - Gr. 9) |
| 3 mars 2010       | Tirana  | Albanie - Irlande du Nord | 1-0   | Match amical                                                  |

Bilan
- Total de matchs disputés : 9
- Victoires de l'équipe d'Albanie : 2
- Match nul : 2
- Victoires de l'équipe d'Irlande du Nord : 5
- Total de buts marqués par l'équipe d'Albanie : 5
- Total de buts marqués par l'équipe d'Irlande du Nord : 13

### Islande
Confrontations entre l'Islande et l'Albanie :
| Date              | Lieu      | Match             | Score | Compétition                                                       |
| 30 mai 1990       | Reykjavik | Islande - Albanie | 2-0   | Éliminatoires du Championnat d'Europe 1992 (Groupe 1)             |
| 26 mai 1991       | Tirana    | Albanie - Islande | 1-0   | Éliminatoires du Championnat d'Europe 1992 (Groupe 1)             |
| 31 mars 2004      | Tirana    | Albanie - Islande | 2-1   | Match amical                                                      |
| 12 octobre 2012   | Tirana    | Albanie - Islande | 1-2   | Éliminatoires de la Coupe du monde 2014 (zone Europe - Gr. E)     |
| 10 septembre 2013 | Reykjavik | Islande - Albanie | 2-1   | Éliminatoires de la Coupe du monde 2014 (zone Europe - Gr. E)     |
| 8 juin 2019       | Reykjavik | Islande - Albanie | 1-0   | Éliminatoires du Championnat d'Europe de football 2020 (Groupe H) |
| 10 septembre 2019 | Elbasan   | Albanie - Islande | 4-2   | Éliminatoires du Championnat d'Europe de football 2020 (Groupe H) |

Bilan
- Total de matchs disputés : 7
- Victoires de l'équipe d'Albanie : 3
- Match nul : 0
- Victoires de l'équipe d'Islande : 4
- Total de buts marqués par l'équipe d'Albanie : 9
- Total de buts marqués par l'équipe d'Islande : 10

### Israël
Confrontations entre l'Israël et l'Albanie :
| Date             | Lieu      | Match            | Score | Compétition                                                               |  |
| 12 novembre 2016 | Elbasan   | Albanie - Israël | 0-3   | Éliminatoires de la Coupe du monde de football 2018 (zone Europe - Gr. G) |  |
| 11 juin 2017     | Haifa     | Israël - Albanie | 0-3   | Éliminatoires de la Coupe du monde de football 2018 (zone Europe - Gr. G) |  |
| 7 septembre 2018 | Elbasan   | Albanie - Israël | 1-0   | Ligue des nations de l'UEFA 2018-2019 (Ligue C - Gr 1)                    |  |
| 14 octobre 2018  | Beersheba | Israël - Albanie | 2-0   | Ligue des nations de l'UEFA 2018-2019 (Ligue C - Gr 1)                    |  |

Bilan
- Total de matchs disputés : 4
- Victoires de l'équipe d'Albanie : 2
- Match nul : 0
- Victoires de l'équipe d'Israël : 2
- Total de buts marqués par l'équipe d'Albanie : 4
- Total de buts marqués par l'équipe d'Israël : 5

### Italie
Confrontations entre l'Italie et l'Albanie :
| Date             | Lieu     | Match            | Score | Compétition                                                               |  |
| 18 novembre 2014 | Gênes    | Italie - Albanie | 1-0   | Match amical                                                              |  |
| 24 mars 2017     | Palerme  | Italie - Albanie | 2-0   | Éliminatoires de la Coupe du monde de football 2018 (zone Europe - Gr. G) |  |
| 9 octobre 2017   | Shkodër  | Albanie - Italie | 0-1   | Éliminatoires de la Coupe du monde de football 2018 (zone Europe - Gr. G) |  |
| 15 Juin 2024     | Dortmund | Italie - Albanie | 2-1   | Euro 2024 (Group B)                                                       |  |

Bilan
- Total de matchs disputés : 4
- Victoires de l'équipe d'Albanie : 0
- Match nul : 0
- Victoires de l'équipe d'Italie : 4
- Total de buts marqués par l'équipe d'Albanie : 0
- Total de buts marqués par l'équipe d'Italie : 4

## J

### Jordanie
Confrontations entre la Jordanie et l'Albanie :
| Date            | Lieu   | Match              | Score | Compétition  |
| 10 octobre 2018 | Tirana | Albanie - Jordanie | 0-0   | Match amical |

Bilan
- Total de matchs disputés : 1
- Victoires de l'équipe d'Albanie : 0
- Match nul : 1
- Victoires de l'équipe de Jordanie : 0
- Total de buts marqués par l'équipe d'Albanie : 0
- Total de buts marqués par l'équipe de Jordanie : 0

## K

### Kazakhstan
Confrontations entre le Kazakhstan et l'Albanie :
| Date             | Lieu   | Match                | Score | Compétition                                                    |
| 13 octobre 2004  | Almaty | Kazakhstan - Albanie | 0-1   | Éliminatoires de la Coupe du monde 2006 (zone Europe - Gr. 2)  |
| 3 septembre 2005 | Tirana | Albanie - Kazakhstan | 2-1   | Éliminatoires de la Coupe du monde 2006 (zone Europe - Gr. 2)  |
| 11 octobre 2020  | Almaty | Kazakhstan - Albanie | 0-0   | Ligue C de la Ligue des nations de l'UEFA 2020-2021 (Groupe 4) |
| 15 novembre 2020 | Tirana | Albanie - Kazakhstan | 3-1   | Ligue C de la Ligue des nations de l'UEFA 2020-2021 (Groupe 4) |

Bilan
- Total de matchs disputés : 3
- Victoires de l'équipe d'Albanie : 3
- Match nul : 1
- Victoires de l'équipe du Kazakhstan : 0
- Total de buts marqués par l'équipe d'Albanie : 6
- Total de buts marqués par l'équipe du Kazakhstan : 2

### Kosovo
Confrontations entre le Kosovo et l'Albanie :
| Date              | Lieu     | Match            | Score | Compétition  |
| 13 septembre 2015 | Pristina | Kosovo - Albanie | 2-2   | Match amical |
| 29 mai 2018       | Zurich   | Albanie - Kosovo | 0-3   | Match amical |
| 11 novembre 2020  | Elbasan  | Albanie - Kosovo | 2-1   | Match amical |

Bilan
- Total des matchs disputés : 2
- Victoires de l'équipe d'Albanie : 1
- Matchs nuls : 1
- Victoires de l'équipe du Kosovo: 1
- Total des buts marqués par l'équipe d'Albanie  : 4
- Total des buts marqués par l'équipe du Kosovo  : 6

## L

### Lettonie
Confrontations entre la Lettonie et l'Albanie :
| Date             | Lieu     | Match              | Score | Compétition                                                   |
| 11 novembre 1992 | Tirana   | Albanie - Lettonie | 1-1   | Éliminatoires de la Coupe du monde 1994 (zone Europe - Gr. 3) |
| 15 mai 1993      | Riga     | Lettonie - Albanie | 0-0   | Éliminatoires de la Coupe du monde 1994 (zone Europe - Gr. 3) |
| 10 février 1998  | Ta' Qali | Lettonie - Albanie | 2-2   | Match amical                                                  |
| 28 avril 1999    | Tirana   | Albanie - Lettonie | 0-0   | Éliminatoires du Championnat d'Europe 2000 (Groupe 2)         |
| 4 septembre 1999 | Riga     | Lettonie - Albanie | 3-3   | Éliminatoires du Championnat d'Europe 2000 (Groupe 2)         |

Bilan
- Total de matchs disputés : 5
- Victoires de l'équipe d'Albanie : 0
- Match nul : 5
- Victoires de l'équipe de Lettonie : 0
- Total de buts marqués par l'équipe d'Albanie : 6
- Total de buts marqués par l'équipe de Lettonie : 6

### Liechtenstein
Confrontations entre la Liechtenstein et l'Albanie :
| Date             | Lieu    | Match                   | Score | Compétition                                          |
| 20 août 2008     | Tirana  | Albanie - Liechtenstein | 2-0   | Match amical                                         |
| 6 octobre 2016   | Vaduz   | Liechtenstein - Albanie | 0-2   | Qualification pour la Coupe du monde 2018 (groupe G) |
| 2 septembre 2017 | Elbasan | Albanie - Liechtenstein | 2-0   | Qualification pour la Coupe du monde 2018 (groupe G) |

Bilan
- Total de matchs disputés : 3
- Victoires de l'équipe d'Albanie : 3
- Match nul : 0
- Victoires de l'équipe du Liechtenstein : 0
- Total de buts marqués par l'équipe d'Albanie : 6
- Total de buts marqués par l'équipe du Liechtenstein : 0

### Lituanie
Confrontations entre la Lituanie et l'Albanie :
| Date             | Lieu    | Match              | Score | Compétition                                                    |
| 3 juin 1992      | Tirana  | Albanie - Lituanie | 1-0   | Éliminatoires de la Coupe du monde 1994 (zone Europe - Gr. 3)  |
| 14 avril 1993    | Vilnius | Lituanie - Albanie | 3-1   | Éliminatoires de la Coupe du monde 1994 (zone Europe - Gr. 3)  |
| 1er mars 2006    | Tirana  | Albanie - Lituanie | 1-2   | Match amical                                                   |
| 26 mars 2013     | Tirana  | Albanie - Lituanie | 4-1   | Match amical                                                   |
| 7 septembre 2020 | Tirana  | Albanie - Lituanie | 0-1   | Ligue C de la Ligue des nations de l'UEFA 2020-2021 (Groupe 4) |
| 14 octobre 2020  | Vilnius | Lituanie - Albanie | 0-0   | Ligue C de la Ligue des nations de l'UEFA 2020-2021 (Groupe 4) |

Bilan
- Total de matchs disputés : 6
- Victoires de l'équipe d'Albanie : 2
- Match nul : 1
- Victoires de l'équipe de Lituanie : 3
- Total de buts marqués par l'équipe d'Albanie : 7
- Total de buts marqués par l'équipe de Lituanie : 7

### Luxembourg
Confrontations entre le Luxembourg et l'Albanie :
| Date             | Lieu       | Match                | Score | Compétition                                           |
| 13 février 2002  | Hesperange | Luxembourg - Albanie | 0-0   | Match amical                                          |
| 2 juin 2007      | Tirana     | Albanie - Luxembourg | 2-0   | Éliminatoires du Championnat d'Europe 2008 (Groupe G) |
| 6 juin 2007      | Luxembourg | Luxembourg - Albanie | 0-3   | Éliminatoires du Championnat d'Europe 2008 (Groupe G) |
| 7 septembre 2010 | Tirana     | Albanie - Luxembourg | 1-0   | Éliminatoires du Championnat d'Europe 2012 (Groupe D) |
| 6 septembre 2011 | Luxembourg | Luxembourg - Albanie | 2-1   | Éliminatoires du Championnat d'Europe 2012 (Groupe D) |
| 29 mars 2016     | Luxembourg | Luxembourg - Albanie | 0-2   | Match amical                                          |
| 4 juin 2017      | Luxembourg | Luxembourg - Albanie | 2-1   | Match amical                                          |

Bilan
- Total de matchs disputés : 7
- Victoires de l'équipe d'Albanie : 4
- Match nul : 1
- Victoires de l'équipe du Luxembourg : 2
- Total de buts marqués par l'équipe d'Albanie : 10
- Total de buts marqués par l'équipe du Luxembourg : 4

## M

### Macédoine
Confrontations entre la Macédoine du Nord et l'Albanie :
| Date             | Lieu     | Match                       | Score | Compétition                                          |
| 14 mai 1994      | Tetovo   | Macédoine du Nord - Albanie | 5-1   | Match amical                                         |
| 10 février 1999  | Tirana   | Albanie - Macédoine du Nord | 2-0   | Match amical                                         |
| 26 avril 2000    | Prilep   | Macédoine du Nord - Albanie | 1-0   | Match amical                                         |
| 5 janvier 2002   | Riffa    | Macédoine du Nord - Albanie | 0-0   | Match amical                                         |
| 20 août 2003     | Prilep   | Macédoine du Nord - Albanie | 3-1   | Match amical                                         |
| 7 février 2007   | Tirana   | Albanie - Macédoine du Nord | 0-1   | Match amical                                         |
| 17 novembre 2010 | Korçë    | Albanie - Macédoine du Nord | 0-0   | Match amical                                         |
| 15 novembre 2011 | Prilep   | Macédoine du Nord - Albanie | 0-0   | Match amical                                         |
| 5 septembre 2016 | Shkodër  | Albanie - Macédoine du Nord | 2-1   | Qualification pour la Coupe du monde 2018 (groupe G) |
| 5 septembre 2017 | Strumica | Macédoine du Nord- Albanie  | 1-1   | Qualification pour la Coupe du monde 2018 (groupe G) |

Bilan
- Total de matchs disputés : 10
- Victoires de l'équipe d'Albanie : 2
- Match nul : 4
- Victoires de l'équipe de Macédoine du Nord : 4
- Total de buts marqués par l'équipe d'Albanie : 7
- Total de buts marqués par l'équipe de Macédoine du Nord : 12

### Malte
Confrontations entre Malte et l'Albanie :
| Date              | Lieu     | Match           | Score | Compétition                                                   |
| 16 août 1995      | Ta' Qali | Malte - Albanie | 2-1   | Match amical                                                  |
| 6 février 1998    | Ta' Qali | Malte - Albanie | 1-1   | Match amical                                                  |
| 10 février 2000   | Ta' Qali | Malte - Albanie | 0-1   | Match amical                                                  |
| 15 novembre 2000  | Tirana   | Albanie - Malte | 3-0   | Match amical                                                  |
| 22 août 2007      | Tirana   | Albanie - Malte | 3-0   | Match amical                                                  |
| 10 septembre 2008 | Tirana   | Albanie - Malte | 3-0   | Éliminatoires de la Coupe du monde 2010 (zone Europe - Gr. 1) |
| 11 février 2009   | Ta' Qali | Malte - Albanie | 0-0   | Éliminatoires de la Coupe du monde 2010 (zone Europe - Gr. 1) |
| 5 mars 2014       | Tirana   | Albanie - Malte | 2-0   | Match amical                                                  |

Bilan
- Total de matchs disputés : 8
- Victoires de l'équipe d'Albanie : 5
- Match nul : 2
- Victoires de l'équipe de Malte : 1
- Total de buts marqués par l'équipe d'Albanie : 14
- Total de buts marqués par l'équipe de Malte : 3

### Maroc
Confrontations entre le Maroc et l'Albanie :
| 25 octobre 2009 | Tirana 🇦🇱 | Albanie maroc   | Score 6-1 | Match amical |
| 31 août 2016    | Shkodër   | Albanie - Maroc | 0-0       | Match amical |

Bilan
- Total de matchs disputés : 2
- Victoires de l'équipe du Maroc : 0
- Matchs nuls : 1
- Victoires de l'équipe d'Albanie : 1
- Total de buts marqués par l'équipe du Maroc : 1
- Total de buts marqués par l'équipe d'Albanie : 6

### Mexique
Confrontations entre le Mexique et l'Albanie :
| Date         | Lieu      | Match             | Score | Compétition  |
| 13 mars 2002 | San Diego | Mexique - Albanie | 4-0   | Match amical |

Bilan
- Total de matchs disputés : 1
- Victoires de l'équipe du Mexique : 1
- Matchs nuls : 0
- Victoires de l'équipe d'Albanie : 0
- Total de buts marqués par l'équipe du Mexique : 4
- Total de buts marqués par l'équipe d'Albanie : 0

### Moldavie
Confrontations entre la Moldavie et l'Albanie :
| Date            | Lieu     | Match              | Score | Compétition                                                       |
| 29 mars 1995    | Tirana   | Albanie - Moldavie | 3-0   | Éliminatoires du Championnat d'Europe 1996 (Groupe 7)             |
| 7 juin 1995     | Chișinău | Moldavie - Albanie | 2-3   | Éliminatoires du Championnat d'Europe 1996 (Groupe 7)             |
| 15 août 2012    | Tirana   | Albanie - Moldavie | 0-0   | Match amical                                                      |
| 11 juin 2019    | Elbasan  | Albanie - Moldavie | 2-0   | Éliminatoires du Championnat d'Europe de football 2020 (Groupe H) |
| 14 octobre 2019 | Chișinău | Moldavie - Albanie | 0-4   | Éliminatoires du Championnat d'Europe de football 2020 (Groupe H) |

Bilan
- Total de matchs disputés : 5
- Victoires de l'équipe de Moldavie : 0
- Matchs nuls : 1
- Victoires de l'équipe d'Albanie : 4
- Total de buts marqués par l'équipe de Moldavie : 2
- Total de buts marqués par l'équipe d'Albanie : 12

### Monténégro
| Date         | Lieu      | Match                | Score | Compétition  |
| 25 mai 2010  | Podgorica | Monténégro - Albanie | 0-1   | Match amical |
| 10 août 2011 | Shkodër   | Albanie - Monténégro | 3-2   | Match amical |

Bilan
- Total de matchs disputés : 2
- Victoires de l'équipe du Monténégro : 0
- Matchs nuls : 0
- Victoires de l'équipe d'Albanie : 2
- Total de buts marqués par l'équipe du Monténégro : 2
- Total de buts marqués par l'équipe d'Albanie : 4

## N

### Norvège
Confrontations entre la Norvège et l'Albanie :
| Date            | Lieu    | Match             | Score | Compétition                                                   |
| 14 octobre 1998 | Oslo    | Norvège - Albanie | 2-2   | Éliminatoires du Championnat d'Europe 2000 (Groupe 2)         |
| 5 juin 1999     | Tirana  | Albanie - Norvège | 1-2   | Éliminatoires du Championnat d'Europe 2000 (Groupe 2)         |
| 22 mars 2013    | Oslo    | Norvège - Albanie | 0-1   | Éliminatoires de la Coupe du monde 2014 (zone Europe - Gr. E) |
| 7 juin 2013     | Tirana  | Albanie - Norvège | 1-1   | Éliminatoires de la Coupe du monde 2014 (zone Europe - Gr. E) |
| 26 mars 2018    | Elbasan | Albanie - Norvège | 0-1   | Match amical                                                  |

Bilan
- Total de matchs disputés : 5
- Victoires de l'équipe de Norvège : 2
- Matchs nuls : 2
- Victoires de l'équipe d'Albanie : 1
- Total de buts marqués par l'équipe de Norvège : 6
- Total de buts marqués par l'équipe d'Albanie : 5

## P

### Pays-Bas
Confrontations entre l'Albanie et les Pays-Bas :
| Date              | Lieu               | Match              | Score | Compétition                                            |
| 24 mai 1964       | Rotterdam Pays-Bas | Pays-Bas - Albanie | 2-0   | Qualifications pour la Coupe du monde de football 1966 |
| 25 octobre 1964   | Tirana Albanie     | Albanie - Pays-Bas | 0-2   | Qualifications pour la Coupe du monde de football 1966 |
| 11 octobre 2006   | Amsterdam Pays-Bas | Pays-Bas - Albanie | 2-1   | Qualifications pour l'Euro 2008                        |
| 12 septembre 2007 | Tirana Albanie     | Albanie - Pays-Bas | 0-1   | Qualifications pour l'Euro 2008                        |

Bilan
- Total de matchs disputés : 4
- Victoires de l'équipe d'Albanie : 0
- Victoires de l'équipe des Pays-Bas : 4
- Match nul : 0

### Pays de Galles
Confrontations entre le pays de Galles et l'Albanie :
| Date             | Lieu    | Match                    | Score | Compétition                                           |
| 7 septembre 1994 | Cardiff | Pays de Galles - Albanie | 2-0   | Éliminatoires du Championnat d'Europe 1996 (Groupe 7) |
| 15 novembre 1995 | Tirana  | Albanie - Pays de Galles | 1-1   | Éliminatoires du Championnat d'Europe 1996 (Groupe 7) |
| 20 novembre 2018 | Elbasan | Albanie - Pays de Galles | 1-0   | Match amical                                          |

Bilan
- Total de matchs disputés : 3
- Victoires de l'équipe du pays de Galles : 1
- Matchs nuls : 1
- Victoires de l'équipe d'Albanie : 1
- Total de buts marqués par l'équipe du pays de Galles : 3
- Total de buts marqués par l'équipe d'Albanie : 2

### Pologne
Confrontations entre l'équipe d'Albanie de football et l'équipe de Pologne de football : 
| Date             | Lieu               | Match             | Score | Compétition                        |
| 6 novembre 1949  | Varsovie Pologne   | Pologne - Albanie | 2-1   | Match amical                       |
| 1er mai 1950     | Tirana Albanie     | Albanie - Pologne | 0-0   | Match amical                       |
| 29 novembre 1953 | Tirana Albanie     | Albanie - Pologne | 2-0   | Match amical                       |
| 10 octobre 1970  | Chorzów Pologne    | Pologne - Albanie | 3-0   | Qualifications Euro 1972           |
| 12 mai 1971      | Tirana Albanie     | Albanie - Pologne | 1-1   | Qualifications Euro 1972           |
| 31 octobre 1984  | Mielec Pologne     | Pologne - Albanie | 2-2   | Qualifications Coupe du monde 1986 |
| 30 mai 1985      | Tirana Albanie     | Albanie - Pologne | 0-1   | Qualifications Coupe du monde 1986 |
| 19 octobre 1988  | Mielec Pologne     | Pologne - Albanie | 1-0   | Qualifications Coupe du monde 1990 |
| 15 novembre 1989 | Tirana Albanie     | Albanie - Pologne | 1-2   | Qualifications Coupe du monde 1990 |
| 29 mai 2005      | Szczecin Pologne   | Pologne - Albanie | 1-0   | Match amical                       |
| 27 mai 2008      | Reutlingen Albanie | Albanie - Pologne | 0-1   | Match amical                       |

Bilan
- Total de matchs disputés : 11
- Victoires de l'équipe de Pologne : 7
- Victoires de l'équipe d'Albanie : 1
- Matchs nuls : 3
- Total de buts marqués par l''équipe de Pologne : 14
- Total de buts marqués par l'équipe d'Albanie : 7

### Portugal
Confrontations entre le Portugal et l'Albanie :
| 2 octobre 2008   | Tirana 🇦🇱 | Albanie Portugal   | score 9-1 | match amical                                       |
| 9 octobre 1996   | Tirana    | Albanie - Portugal | 0-3       | Qualifications pour la Coupe du monde 1998         |
| 7 juin 1997      | Porto     | Portugal - Albanie | 2-0       | Qualifications pour la Coupe du monde 1998         |
| 11 octobre 2003  | Lisbonne  | Portugal - Albanie | 5-3       | Match amical                                       |
| 15 octobre 2008  | Braga     | Portugal - Albanie | 0-0       | Qualifications pour la Coupe du monde 2010         |
| 6 juin 2009      | Tirana    | Albanie - Portugal | 1-2       | Qualifications pour la Coupe du monde 2010         |
| 7 septembre 2014 | Aveiro    | Portugal - Albanie | 0-1       | Éliminatoires du Championnat d'Europe 2016 (Gr. I) |
| 7 septembre 2015 | Elbasan   | Albanie - Portugal | 0-1       | Éliminatoires du Championnat d'Europe 2016 (Gr. I) |

Bilan
- Total de matchs disputés : 8
- Victoires de l'équipe d'Albanie : 2
- Match nul : 1
- Victoires de l'équipe du Portugal : 5
- Total de buts marqués par l'équipe d'Albanie : 16
- Total de buts marqués par l'équipe du Portugal : 14

## O

### Ouzbékistan
Confrontations entre le Ouzbékistan et l'Albanie :
| Date         | Lieu   | Match                 | Score | Compétition  |
| 11 août 2010 | Durrës | Albanie - Ouzbékistan | 1-0   | Match amical |

Bilan
- Total de matchs disputés : 1
- Victoires de l'équipe d'Albanie : 1
- Match nul : 0
- Victoires de l'équipe d'Ouzbékistan : 0
- Total de buts marqués par l'équipe d'Albanie : 1
- Total de buts marqués par l'équipe d'Ouzbékistan : 0

## Q

### Qatar

#### Confrontations
Confrontations entre le Qatar et l'Albanie en matchs officiels.
|   | Date            | Lieu     | Match           | Score | Compétition  |
| - | --------------- | -------- | --------------- | ----- | ------------ |
| 1 | 22 mai 2012     | Madrid   | Albanie - Qatar | 2-1   | Match amical |
| 2 | 29 mai 2016     | Hartberg | Albanie - Qatar | 3-1   | Match amical |
| 3 | 9 novembre 2022 | Marbella | Albanie - Qatar | 0-1   | Match amical |

#### Bilan
- Total de matchs disputés : 3
- Victoires du Qatar : 1
- Victoires de l'Albanie : 2
- Matchs nuls : 0
- Total de buts marqués par le Qatar : 3
- Total de buts marqués par l'Albanie : 5

## R

### Roumanie
Confrontations entre la Roumanie et l'Albanie :
| Date              | Lieu              | Match              | Score | Compétition                                                   |
| 13 octobre 1946   | Tirana            | Albanie - Roumanie | 1-0   | Coupe des Balkans des nations 1946                            |
| 25 mai 1947       | Tirana            | Albanie - Roumanie | 0-4   | Coupe des Balkans des nations 1947                            |
| 2 mai 1948        | Bucarest          | Roumanie - Albanie | 0-1   | Coupe des Balkans des nations 1948                            |
| 23 octobre 1949   | Bucarest          | Roumanie - Albanie | 1-1   | Match amical                                                  |
| 29 novembre 1949  | Tirana            | Albanie - Roumanie | 1-4   | Match amical                                                  |
| 8 octobre 1950    | Bucarest          | Roumanie - Albanie | 6-0   | Match amical                                                  |
| 18 avril 1971     | Bucarest          | Roumanie - Albanie | 2-1   | Qualifications aux Jeux olympiques d'été de 1972              |
| 26 mai 1971       | Tirana            | Albanie - Roumanie | 1-2   | Qualifications aux Jeux olympiques d'été de 1972              |
| 29 octobre 1972   | Bucarest          | Roumanie - Albanie | 2-0   | Éliminatoires de la Coupe du monde 1974 (zone Europe - Gr. 4) |
| 6 mai 1973        | Tirana            | Albanie - Roumanie | 1-4   | Éliminatoires de la Coupe du monde 1974 (zone Europe - Gr. 4) |
| 25 mars 1987      | Bucarest          | Roumanie - Albanie | 5-1   | Éliminatoires du Championnat d'Europe 1988 (Groupe 1)         |
| 28 octobre 1987   | Vlora             | Albanie - Roumanie | 0-1   | Éliminatoires du Championnat d'Europe 1988 (Groupe 1)         |
| 20 septembre 1988 | Constanța         | Roumanie - Albanie | 3-0   | Match amical                                                  |
| 6 septembre 2006  | Tirana            | Albanie - Roumanie | 0-2   | Éliminatoires du Championnat d'Europe 2008 (Groupe G)         |
| 21 novembre 2007  | Bucarest          | Roumanie - Albanie | 6-1   | Éliminatoires du Championnat d'Europe 2008 (Groupe G)         |
| 3 septembre 2010  | Piatra Neamț      | Roumanie - Albanie | 1-1   | Éliminatoires du Championnat d'Europe 2012 (Groupe D)         |
| 11 octobre 2011   | Tirana            | Albanie - Roumanie | 1-1   | Éliminatoires du Championnat d'Europe 2012 (Groupe D)         |
| 31 mai 2014       | Yverdon-les-Bains | Albanie - Roumanie | 0-1   | Match amical                                                  |
| 19 juin 2016      | Décines-Charpieu  | Roumanie - Albanie | 0-1   | Euro 2016 (groupe A)                                          |

Bilan
- Total de matchs disputés : 19
- Victoires de l'équipe d'Albanie : 3
- Matchs nuls : 3
- Victoires de l'équipe de Roumanie : 13
- Total de buts marqués par l'équipe d'Albanie : 12
- Total de buts marqués par l'équipe de Roumanie : 45

### Russie
Confrontations entre la Russie et l'Albanie :
| Date            | Lieu      | Match            | Score | Compétition                                 |
| 16 octobre 2002 | Volgograd | Russie - Albanie | 4-1   | Qualifications pour l'Euro 2004 - Groupe 10 |
| 29 mars 2003    | Shkodër   | Albanie - Russie | 3-1   | Qualifications pour l'Euro 2004 - Groupe 10 |

Bilan
Total de matchs disputés : 2
- Victoire de l'équipe de Russie : 1
- Match nul : 0
- Victoire de l'équipe d'Albanie : 1

## S

### Saint-Marin
Confrontations entre Saint-Marin et l'Albanie :
| Date         | Lieu       | Match                 | Score | Compétition  |
| 16 août 2006 | Serravalle | Saint-Marin - Albanie | 0-3   | Match amical |
| 8 juin 2014  | Serravalle | Saint-Marin - Albanie | 0-3   | Match amical |

Bilan
- Total de matchs disputés : 2
- Victoires de l'équipe d'Albanie : 2
- Match nul : 0
- Victoires de l'équipe de Saint-Marin : 0
- Total de buts marqués par l'équipe d'Albanie : 6
- Total de buts marqués par l'équipe de Saint-Marin : 0

### Serbie
Confrontations entre la Serbie et l'Albanie :
| Date            | Lieu     | Match            | Score | Compétition                                           |
| 14 octobre 2014 | Belgrade | Serbie - Albanie | 0-3   | Éliminatoires du Championnat d'Europe 2016 (Groupe I) |
| 8 octobre 2015  | Elbasan  | Albanie - Serbie | 0-2   | Éliminatoires du Championnat d'Europe 2016 (Groupe I) |

Bilan
- Total de matchs disputés : 2
- Victoires de l'équipe d'Albanie : 1
- Match nul : 0
- Victoires de l'équipe de Serbie : 1
- Total de buts marqués par l'équipe d'Albanie : 3
- Total de buts marqués par l'équipe de Serbie : 2

### Slovénie
Confrontations entre la Slovénie et l'Albanie :
| Date             | Lieu      | Match              | Score | Compétition                                                   |
| 9 juin 1999      | Tirana    | Albanie - Slovénie | 0-1   | Éliminatoires du Championnat d'Europe 2000 (Groupe 2)         |
| 18 août 1999     | Ljubljana | Slovénie - Albanie | 2-0   | Éliminatoires du Championnat d'Europe 2000 (Groupe 2)         |
| 24 mars 2007     | Shkodër   | Albanie - Slovénie | 0-0   | Éliminatoires du Championnat d'Europe 2008 (Groupe G)         |
| 13 octobre 2007  | Celje     | Slovénie - Albanie | 0-0   | Éliminatoires du Championnat d'Europe 2008 (Groupe G)         |
| 9 février 2011   | Tirana    | Albanie - Slovénie | 1-2   | Match amical                                                  |
| 16 octobre 2012  | Tirana    | Albanie - Slovénie | 1-0   | Éliminatoires de la Coupe du monde 2014 (zone Europe - Gr. E) |
| 6 septembre 2013 | Ljubljana | Slovénie - Albanie | 1-0   | Éliminatoires de la Coupe du monde 2014 (zone Europe - Gr. E) |

Bilan
- Total de matchs disputés : 7
- Victoires de l'équipe d'Albanie : 1
- Match nul : 2
- Victoires de l'équipe de Slovénie : 4
- Total de buts marqués par l'équipe d'Albanie : 2
- Total de buts marqués par l'équipe de Slovénie : 6

### Suède
Confrontations entre la Suède et l'Albanie :
| Date             | Lieu   | Match           | Score | Compétition                                                   |
| 5 novembre 1988  | Tirana | Albanie - Suède | 1-2   | Éliminatoires de la Coupe du monde 1990 (zone Europe - Gr. 2) |
| 8 octobre 1989   | Solna  | Suède - Albanie | 3-1   | Éliminatoires de la Coupe du monde 1990 (zone Europe - Gr. 2) |
| 18 février 2004  | Tirana | Albanie - Suède | 2-1   | Match amical                                                  |
| 6 septembre 2008 | Tirana | Albanie - Suède | 0-0   | Éliminatoires de la Coupe du monde 2010 (zone Europe - Gr. 1) |
| 14 octobre 2009  | Solna  | Suède - Albanie | 4-1   | Éliminatoires de la Coupe du monde 2010 (zone Europe - Gr. 1) |

Bilan
- Total de matchs disputés : 5
- Victoires de l'équipe d'Albanie : 1
- Match nul : 1
- Victoires de l'équipe de Suède : 3
- Total de buts marqués par l'équipe d'Albanie : 5
- Total de buts marqués par l'équipe de Suède : 10

### Suisse
Confrontations entre l'équipe d'Albanie de football et l'équipe de Suisse de football : 
| Date              | Lieu    | Match            | Score | Compétition                                                   |
| 11 avril 1965     | Tirana  | Albanie - Suisse | 0-2   | Éliminatoires de la Coupe du monde 1966 (zone Europe - Gr. 5) |
| 2 mai 1965        | Genève  | Suisse - Albanie | 1-0   | Éliminatoires de la Coupe du monde 1966 (zone Europe - Gr. 5) |
| 12 octobre 2002   | Tirana  | Albanie - Suisse | 1-1   | Éliminatoires du Championnat d'Europe 2004 (Groupe 10)        |
| 11 juin 2003      | Genève  | Suisse - Albanie | 3-2   | Éliminatoires du Championnat d'Europe 2004 (Groupe 10)        |
| 11 septembre 2012 | Lucerne | Suisse - Albanie | 2-0   | Éliminatoires de la Coupe du monde 2014 (zone Europe - Gr. E) |
| 11 octobre 2013   | Tirana  | Albanie - Suisse | 1-2   | Éliminatoires de la Coupe du monde 2014 (zone Europe - Gr. E) |
| 11 juin 2016      | Lens    | Albanie - Suisse | 0-1   | Euro 2016 (groupe A)                                          |

Bilan
- Total de matchs disputés : 7
- Victoires de l'équipe d'Albanie : 0
- Match nul : 1
- Victoires de l'équipe de Suisse : 6
- Total de buts marqués par l'équipe d'Albanie : 4
- Total de buts marqués par l'équipe de Suisse : 12

## T

### Tchécoslovaquie
Confrontations entre la Tchécoslovaquie et l'Albanie :
| Date              | Lieu    | Match                         | Score | Compétition                                           |
| 17 septembre 1950 | Prague  | Tchécoslovaquie - Albanie     | 3-0   | Match amical                                          |
| 29 novembre 1952  | Tirana  | Albanie - Tchécoslovaquie     | 3-2   | Match amical                                          |
| 7 décembre 1952   | Tirana  | Albanie - Tchécoslovaquie     | 2-1   | Match amical                                          |
| 1er mai 1991      | Tirana  | Albanie - Tchécoslovaquie     | 0-2   | Éliminatoires du Championnat d'Europe 1992 (Groupe 1) |
| 16 octobre 1991   | Olomouc | Tchécoslovaquie - Albanie     | 2-1   | Éliminatoires du Championnat d'Europe 1992 (Groupe 1) |
| 11 Octobre 2024   | Prague  | République Tchèque - Albanie  |       | LIGUE DES NATIONS 24/25                               |
| 16 Novembre 2024  | Tirana  | Albanie vs République Tchèque |       | LIGUE DES NATIONS 24/25                               |

Bilan
- Total de matchs disputés : 5
- Victoires de l'équipe d'Albanie : 2
- Match nul : 0
- Victoires de l'équipe de Tchécoslovaquie : 3
- Total de buts marqués par l'équipe d'Albanie : 6
- Total de buts marqués par l'équipe de Tchécoslovaquie : 10

### Tunisie
Confrontations entre la Tunisie et l'Albanie :
| Date         | Lieu    | Match             | Score | Compétition  |
| ------------ | ------- | ----------------- | ----- | ------------ |
| 28 juin 2009 | Pescara | Tunisie - Albanie | 2-1   | Match amical |

Bilan
- Total de matchs disputés : 1
- Victoires de l'équipe d'Albanie : 0
- Match nul : 0
- Victoires de l'équipe de Tunisie : 1
- Total de buts marqués par l'équipe d'Albanie : 1
- Total de buts marqués par l'équipe de Tunisie : 2

### Turquie
Confrontations entre la Turquie et l'Albanie :
| Date             | Lieu      | Match             | Score | Compétition                                                       |
| 13 décembre 1970 | Istanbul  | Turquie - Albanie | 2-1   | Éliminatoires du Championnat d'Europe 1972 (Groupe 8)             |
| 14 novembre 1971 | Tirana    | Albanie - Turquie | 3-0   | Éliminatoires du Championnat d'Europe 1972 (Groupe 8)             |
| 27 octobre 1982  | Izmir     | Turquie - Albanie | 1-0   | Éliminatoires du Championnat d'Europe 1984 (Groupe 6)             |
| 11 mai 1983      | Tirana    | Albanie - Turquie | 1-1   | Éliminatoires du Championnat d'Europe 1984 (Groupe 6)             |
| 28 mars 1985     | Tirana    | Albanie - Turquie | 0-0   | Match amical                                                      |
| 21 janvier 1998  | Antalya   | Turquie - Albanie | 1-4   | Match amical                                                      |
| 25 avril 2001    | Gaziantep | Turquie - Albanie | 0-2   | Match amical                                                      |
| 26 mars 2005     | Istanbul  | Turquie - Albanie | 2-0   | Éliminatoires de la Coupe du monde 2006 (zone Europe - Gr. 2)     |
| 12 octobre 2005  | Tirana    | Albanie - Turquie | 0-1   | Éliminatoires de la Coupe du monde 2006 (zone Europe - Gr. 2)     |
| 13 novembre 2017 | Antalya   | Turquie - Albanie | 2-3   | Match amical                                                      |
| 22 mars 2019     | Shkodër   | Albanie - Turquie | 0-2   | Éliminatoires du Championnat d'Europe de football 2020 (Groupe H) |
| 11 octobre 2019  | Istanbul  | Turquie - Albanie | 1-0   | Éliminatoires du Championnat d'Europe de football 2020 (Groupe H) |

Bilan
- Total de matchs disputés : 12
- Victoires de l'équipe d'Albanie : 4
- Match nul : 2
- Victoires de l'équipe de Turquie : 6
- Total de buts marqués par l'équipe d'Albanie : 14
- Total de buts marqués par l'équipe de Turquie : 13

## V

### Viêt Nam
Confrontations entre le Viêt Nam et l'Albanie :
| Date            | Lieu         | Match              | Score | Compétition  |
| 12 février 2003 | Bastia Umbra | Albanie - Viêt Nam | 5-0   | Match amical |

Bilan
- Total de matchs disputés : 1
- Victoires de l'équipe d'Albanie : 1
- Match nul : 0
- Victoires de l'équipe du Viêt Nam : 0
- Total de buts marqués par l'équipe d'Albanie : 5
- Total de buts marqués par l'équipe du Viêt Nam : 0

## U

### Ukraine
Confrontations entre l'Ukraine et l'Albanie :
| Date             | Lieu            | Match             | Score | Compétition                                                   |
| 29 mars 1997     | Grenade         | Albanie - Ukraine | 0-1   | Éliminatoires de la Coupe du monde 1998 (zone Europe - Gr. 9) |
| 20 août 1997     | Kiev            | Ukraine - Albanie | 1-0   | Éliminatoires de la Coupe du monde 1998 (zone Europe - Gr. 9) |
| 9 février 2005   | Tirana          | Albanie - Ukraine | 0-2   | Éliminatoires de la Coupe du monde 2006 (zone Europe - Gr. 2) |
| 8 octobre 2005   | Dnipropetrovsk  | Ukraine - Albanie | 2-2   | Éliminatoires de la Coupe du monde 2006 (zone Europe - Gr. 2) |
| 3 juin 2016      | Bergame         | Ukraine - Albanie | 3-1   | Match amical                                                  |
| 3 juin 2018      | Évian-les-Bains | Albanie - Ukraine | 1-4   | Match amical                                                  |
| 7 Septembre 2024 | Prague          | Ukraine - Albanie | 1-2   | Ligue Des Nation 2024/2025                                    |
| 19 Novembre 2024 | Tirana          | Albanie - Ukraine | 1-2   | Ligue Des Nation 2024/2025                                    |

Bilan
- Total de matchs disputés : 6
- Victoires de l'équipe d'Albanie : 1
- Match nul : 1
- Victoires de l'équipe d'Ukraine : 6
- Total de buts marqués par l'équipe d'Albanie : 7
- Total de buts marqués par l'équipe d'Ukraine : 16

## Y

### Yougoslavie
Confrontations entre la Yougoslavie et l'Albanie :
| Date              | Lieu     | Match                 | Score | Compétition                                           |
| 7 octobre 1946    | Tirana   | Albanie - Yougoslavie | 2-3   | Coupe des Balkans des nations 1946                    |
| 14 septembre 1947 | Tirana   | Albanie - Yougoslavie | 2-4   | Coupe des Balkans des nations 1947                    |
| 27 juin 1948      | Belgrade | Yougoslavie - Albanie | 0-0   | Coupe des Balkans des nations 1948                    |
| 14 mai 1967       | Tirana   | Albanie - Yougoslavie | 0-2   | Éliminatoires du Championnat d'Europe 1968 (Groupe 4) |
| 12 novembre 1967  | Belgrade | Yougoslavie - Albanie | 4-0   | Éliminatoires du Championnat d'Europe 1968 (Groupe 4) |

Bilan
- Total de matchs disputés : 5
- Victoires de l'équipe d'Albanie : 0
- Match nul : 1
- Victoires de l'équipe de Yougoslavie : 4
- Total de buts marqués par l'équipe d'Albanie : 4
- Total de buts marqués par l'équipe de Yougoslavie : 13

Source
- www.fifa.com